# Liga del Río Sonora
La Liga del Río Sonora es una liga de béisbol semiprofesional que cuenta con más de 50 años de historia, teniendo su temporada inaugural en 1971. El rol de la temporada regular inicia a finales de enero y concluye los primeros días de mayo. Históricamente cuenta con 8 equipos, la mayoría de ellos ubicados en la ribera del Río Sonora.

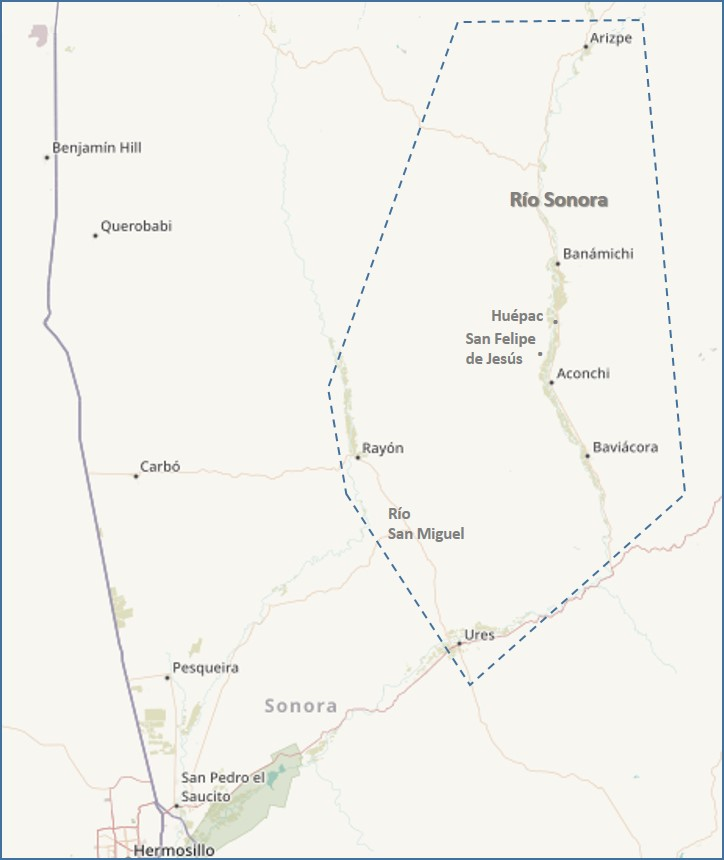
Ubicación de Localidades participantes

- Broncos de Rayón. Estadio Alberto "Pelón" Moreno.[1]
- Cachorros de Aconchi. Estadio Emiliano Aguirre.[2]
- Chiltepineros de Baviácora. Estadio Francisco "Güero" Rábago.[3]
- Gigantes de San Felipe de Jesús.[4]
- Halcones de Banámichi. Estadio Alberto López Figueroa.[5]
- Medias Rojas de Ures. Estadio “Raúl Figueroa Romero”. 2,000 personas.[6]
- Mineros de Huépac.[7]
- Tigres de Arizpe. Estadio Romeo Castro Durán.[8]

A continuación se muestran los equipos campeones:
| Temporada     | Equipo Campeón                     | Serie                              | Equipo Subcampeón                  |                                    |
| 1971          | Tigres de Arizpe (1)               |                                    |                                    |                                    |
| 1972          | Tigres de Arizpe (2)               |                                    |                                    |                                    |
| 1973          | Mineros de Huépac (1)              | 4-1                                | Medias Rojas de Ures               |                                    |
| 1974          | Medias Rojas de Ures (1)           |                                    |                                    |                                    |
| 1975          | Medias Rojas de Ures (2)           |                                    |                                    |                                    |
| 1976-1983     | Sin Datos                          | Sin Datos                          | Sin Datos                          | Sin Datos                          |
| 1984          | Halcones de Banámichi (1)          |                                    |                                    |                                    |
| 1985          | Broncos de Rayón (1)               |                                    |                                    |                                    |
| 1986-1993     | Sin Datos                          | Sin Datos                          | Sin Datos                          | Sin Datos                          |
| 1994          | Broncos de Rayón (2)               |                                    |                                    |                                    |
| 1995-1999     | Sin Datos                          | Sin Datos                          | Sin Datos                          | Sin Datos                          |
| 2000          | Cachorros de Aconchi               | 4-0                                | Broncos de Rayón                   |                                    |
| 2001          | Medias Rojas de Ures (11)          |                                    | Chiltepineros de Baviácora         |                                    |
| 2002          | Medias Rojas de Ures (12)          |                                    | Cachorros de Aconchi               |                                    |
| 2003          | Medias Rojas de Ures (13)          | 4-3                                | Broncos de Rayón                   |                                    |
| 2004          | Chiltepineros de Baviácora         |                                    | Medias Rojas de Ures               |                                    |
| 2005          | Chiltepineros de Baviácora         |                                    | Cachorros de Aconchi               |                                    |
| 2006          | Gigantes de San Felipe (1)         | 4-0                                | Chiltepineros de Baviácora         |                                    |
| 2007          | Medias Rojas de Ures (14)          |                                    | Chiltepineros de Baviácora         |                                    |
| 2008          | Chiltepineros de Baviácora         |                                    | Tigres de Arizpe                   |                                    |
| 2009          | Medias Rojas de Ures (15)          |                                    | Chiltepineros de Baviácora         |                                    |
| 2010          | Medias Rojas de Ures (16)          |                                    | Chiltepineros de Baviácora         |                                    |
| 2011          | Tigres de Arizpe (3)               | 4-1                                | Chiltepineros de Baviácora         |                                    |
| 2012          | Chiltepineros de Baviácora         | 4-0                                | Medias Rojas de Ures               |                                    |
| 2013          | Medias Rojas de Ures (17)          | 4-1                                | Cachorros de Aconchi               |                                    |
| 2014          | Medias Rojas de Ures (18)          |                                    | Chiltepineros de Baviácora         |                                    |
| 2015          | Medias Rojas de Ures (19)          |                                    | Cachorros de Aconchi               |                                    |
| 2016          | Gigantes de San Felipe (2)         | 4-3                                | Medias Rojas de Ures               |                                    |
| 2017          | Broncos de Rayón (3)               | 4-3                                | Medias Rojas de Ures               |                                    |
| 2018          | Medias Rojas de Ures (20)          | 4-0                                | Cachorros de Aconchi               |                                    |
| 2019          | Mineros de Huépac (2)              |                                    | Cachorros de Aconchi               |                                    |
| 2020-2021     | Temporadas canceladas por Covid 19 | Temporadas canceladas por Covid 19 | Temporadas canceladas por Covid 19 | Temporadas canceladas por Covid 19 |
| 2022 (50 Ed.) | Halcones de Banámichi (2)          | 4-3                                | Broncos de Rayón                   |                                    |
| 2023          | Cachorros de Aconchi               |                                    | Medias Rojas de Ures               |                                    |
| 2024          | Medias Rojas de Ures (21)          | 4-0                                | Mineros de Huépac                  |                                    |

Nota 1: Tabla incompleta.
Nota 2: Entre paréntesis aparece el número de campeonato que consiguió la franquicia en esa temporada. Baviácora y Aconchi no se enumeran debido a que faltan 13 campeonatos por identificar entre los 2.
| Equipo                     | Títulos | Subtítulos | Años de Campeonato                                                                                                  |
| -------------------------- | ------- | ---------- | --- |
| Medias Rojas de Ures       | 21      | 6          | 1974, 1975, (del 3er al 10mo título sin registro), 2001, 2002, 2003, 2007, 2009, 2010, 2013, 2014, 2015, 2018, 2024 |
| Chiltepineros de Baviácora | 4*      | 7          | 2004, 2005, 2008, 2012                                                                                              |
| Broncos de Rayón           | 3       | 3          | 1985, 1994, 2017 |
| Tigres de Arizpe           | 3       | 1          | 1971, 1972, 2011 |
| Cachorros de Aconchi       | 2*      | 6          | 2000, 2023 |
| Mineros de Huépac          | 2       | 1          | 1973, 2019 |
| Halcones de Banámichi      | 2       | 0          | 1984, 2022 |
| Gigantes de San Felipe     | 2       | 0          | 2006, 2016 |

Nota: Faltan 13 títulos de las 52 temporadas disputadas al 2024. Los 13 pertenecen a Baviácora y Aconchi.
- Liga Mexicana del  Pacífico.
- Liga Mexicana de Béisbol.
- Liga Invernal Veracruzana.
- Liga Invernal de Béisbol Nayarita.
- Liga Norte de México.
- Liga Norte de Sonora.
- Liga Sierra Baja de Sonora.
- Liga Mayor de Béisbol de La Laguna.
- Liga Estatal de Béisbol de Chihuahua.
- Liga del Norte de Coahuila.
- Liga Invernal Mexicana.
- Liga Peninsular de Béisbol.
- Liga Meridana de Invierno.
- Liga Veracruzana Estatal de Béisbol.
- Juego de Estrellas de la LMP.
- Juego de Estrellas de la LMB.
- Serie Campeón de Campeones.
- Serie del Caribe.
- Serie Latinoamericana.
- Serie Nacional Invernal.
- Copa Gobernador.
- Selección de béisbol de México.
- Federación Mexicana de Béisbol.
- Federación Internacional de Béisbol.
- Salón de la Fama del Béisbol Profesional de México.
- Béisbol en México.

1. ↑  «Broncos Rayon Sonora». www.facebook.com. Consultado el 6 de febrero de 2023.
2. ↑  «Chachorros Aconchi». www.facebook.com. Consultado el 6 de febrero de 2023.
3. ↑  «#chiltepinerosdebaviacora - Explorar». www.facebook.com. Consultado el 6 de febrero de 2023.
4. ↑  «Gigantes De San Felipe». www.facebook.com. Consultado el 6 de febrero de 2023.
5. ↑  «Halcones De Banamichi Oficial». www.facebook.com. Consultado el 6 de febrero de 2023.
6. ↑  «Beisbol Ures». www.facebook.com. Consultado el 6 de febrero de 2023.
7. ↑  «Mineros de Huepac». www.facebook.com. Consultado el 6 de febrero de 2023.
8. ↑  «Tigres de Arizpe». www.facebook.com. Consultado el 6 de febrero de 2023.
9. ↑  “𝐌𝐄𝐃𝐈𝐀𝐒 𝐑𝐎𝐉𝐀𝐒 𝐃𝐄 𝐔𝐑𝐄𝐒” 𝐂𝐀𝐌𝐏𝐄𝐎𝐍𝐄𝐒 𝐃𝐄 𝐋𝐀 𝐋𝐈𝐆𝐀 𝐃𝐄𝐋 𝐑𝐈́𝐎 𝐒𝐎𝐍𝐎𝐑𝐀 𝐄𝐍 𝐒𝐔 𝐄𝐃𝐈𝐂𝐈𝐎́𝐍 𝟓𝟐.

- Datos: Q116693761